# موریس کتلات
موریس کُتِلات (به انگلیسی: Maurice Kottelat) (متولد ۱۶ ژوئیه ۱۹۵۷ در دلمونت، سوئیس)، دانشمند آبزی‌شناس و متخصص ماهی‌های آب شیرین در منطقهٔ اوراسیا است.